# Tenemos Explosivos
Tenemos Explosivos es una banda chilena de post-hardcore, integrada por Eduardo Pavez (voz, electrónicos), Juan José Sánchez (guitarra), René Manuel Sánchez (guitarra), Álvaro Urrea (bajo), y Matías Gray (batería). Han lanzado un EP, un DVD y cuatro álbumes de estudio, siendo Cortacalles (2022) la publicación más reciente. Su vocalista Pavez reside en Nueva York, por lo que la banda se presenta muy pocas veces en vivo cada año.
La banda ha estado de gira por Chile, Colombia, México y Argentina.

## Historia
La agrupación se formó en Santiago de Chile a finales del 2009, por miembros de bandas como Asamblea Internacional del Fuego, Güesosanto, Inhala, JohnsonOverdrive y Criacuervos. Los integrantes buscaban un sonido que diera cuenta de sus influencias y que, a su vez, retratara en las letras la realidad y el descontento social patente en Chile.
Sus primeras presentaciones comienzan a inicios del 2010 y a mediados de ese mismo año lanzan su primer EP autoeditado con Gitano Records, titulado Intervención Enérgica en los Asuntos de la Nación. De este EP lanzaron cinco versiones en distintos colores, y contó con los temas "El Misterio de Kosovo", "Piratas y Emperadores", "Cuerpo al Aire", "La Democracia Según Nuerón", "La Matanza de Corpus Christi" y "Antígona 404".
A finales del 2010, y para presentar dos temas nuevos ("Termodinámica" y "La Viuda de Namir") graban un DVD en vivo en la sala de ensayo, que incluye samplers de Diana Uribe, Alejandro Dolina y el Subcomandante Marcos. Dicho DVD se tituló Esquemas de Replicación (opinión · pública · uniforme), fue lanzado en enero del 2011. Ese mismo año, Christian Rodríguez es víctima de un violento accidente de tránsito, que dejó a la banda sin poder entrar a grabar el disco y esperando la recuperación. Mientras tanto, se une temporalmente a la agrupación Orlando, quien grabó el demo del tema "La Renuncia del Hermeneuta".
Durante el 2011, y cuando Christian se recupera, entran finalmente a grabar su LP. Editado por Bolchevique Records, titulado Derrumbe y Celebración, el cual es grabado y mezclado por César Acencio y masterizado por Bob Weston. El arte del disco fue realizado con ilustraciones de Estéban Ojeda, producción de arte de Cristian Galaz, fotografías de Eduardo Pavez Goye y diseñado por José Miguel Canales. Dicho LP es lanzado el 2012 y rápidamente recibe excelentes críticas de la presa especializada.
El 2012 es un año muy intenso para la banda: liberan su DVD Esquemas de Replicación en agosto, se presentan en Rockaxis TV, René y Eduardo son entrevistados en "Back to Rock"  y el grupo graba el videoclip del tema "La Renuncia del Hermeneuta", dirigido por Rodrigo Sandoval., y en el tiempo que el video es editado, Christián deja el grupo de manera definitiva por diferencias con la banda. Así, el 2012 Tenemos Explosivos comienza a buscar un nuevo baterista y, a finales de ese año, se incorpora Matías Acuña, quién participó en Contra Todos Mis Miedos. En el videoclip de "La Renuncia del Hermeneuta" se puede ver a Matías Acuña sosteniendo una fotografía de las barracas de un campo de concentración.
A mediados del 2013, el vocalista y letrista de la banda, Eduardo Pavez Goye, anuncia públicamente su plan de marcharse a vivir a Alemania en septiembre, por lo que la banda realiza una serie de conciertos de despedida, que incluyeron un show acústico en la SCD y una última presentación de la banda fue en el local La Batuta. Ese año, la banda continúa buscando vocalista durante algunos meses, sin poder decidir qué camino tomar.
El 2014, Tenemos Explosivos decide grabar los temas que estaban componiendo y lanzar un disco nuevo, del cual la música fue grabada en Santiago (Chile) en estudios Agartha y Gitano, y las voces grabadas y producidas en Berlín (Alemania). La mezcla del disco fue realizada por Mowat. El resultado fue un segundo LP titulado "La Virgen de los Mataderos", lanzado el 7 de mayo de 2015 en la Batuta, junto a la La Bestia de Gevaudan como invitados. De todo el proceso, hay un registro a modo de diario de grabación en la plataforma de Youtube. El disco fue recibido con aclamación de la crítica especializada. Durante ese mismo mes la banda realiza su segunda gira por Chile y la primera por Argentina, haciendo un show en Mendoza y cuatro en Buenos Aires. Ese mismo año, viajan a México a ser parte del "Totem Tour" junto a Joliette (México), Life in Vacuum (Canadá), Desnudos en Coma (Colombia) y Zeta (Venezuela). Durante el tour, el guitarrista René Manuel Sánchez debió quedarse en Chile, por lo que fue reemplazado por Eduardo Fernández.
En 2017 lanzan el álbum Victoria, el cual fue financiado en gran parte a través de una campaña colaborativa con sus fanáticos (micromecenazgo). Este tercer larga duración contó con la presencia y aporte de artistas de renombre como Victoria Cordero (Círculo Polar), Marcelo Nilo y Rodrigo Recabarren. Las voces de este disco fueron compuestas y grabadas por Eduardo en Londres, cuando sus compañeros ya tenían todo grabado en Chile; posteriormente fue mezclado en Estados Unidos por Matthew Barnhardt (METZ) y masterizado por Bob Weston (Shellac).
El lanzamiento los lleva a realizar una intensa gira de un mes por varias ciudades del centro y sur de Chile, debutando en Punta Arenas (Región de Magallanes), además de un viaje a Bogotá, Colombia, donde compartieron escenario con bandas de ese país. En diciembre del mismo año se presentan en el Aniversario de la revista Rockaxis tocando el disco "Derrumbe y Celebración" por completo.
En septiembre de 2018 abrieron el show de Circa Survive en el Club Subterráneo (Santiago de Chile), tocando además al día siguiente en Concepción y luego nuevamente en Santiago. Para fines de este año se prepara "Hombres y animales", una instancia musical que se realizará en Espacio San Diego en conjunto con destacadas bandas nacionales como Adelaida, tortuganónima y ECSDLQHP.
En noviembre de 2021 dieron a conocer el proceso de grabación de su próximo disco. A principios de febrero la banda dio a conocer que su baterista, Matías Acuña, dejaba de formar parte de la banda debido a que emigró a México para empezar nuevos proyectos personales.

## Miembros
| Miembros actuales - Eduardo Pavez – voces, trompeta, piano, sampler, theremín, electrónicos (2009–2013, 2014–presente) - Juan José Sánchez – guitarras, coros (2009–presente) - René Manuel Sánchez – guitarras, coros (2009–presente) - Álvaro Urrea – bajo (2009–presente) - Matías Gray – batería, percusión (2022–presente) | Miembros anteriores - Christian Rodríguez – batería, percusión (2009–2012) - Matías Acuña – batería, percusión (2012–2022) Miembros temporales - Orlando Avendaño – batería, percusión (2011) - Eduardo Fernández – guitarras (2015) |

## Discografía
Álbumes de estudio
- Derrumbe y Celebración (2012, Bolchevique)
- La Virgen de los Mataderos (2015,  Amendment/Tuneless)
- Victoria (2017, Tuneless)
- Cortacalles (2022)

EPs
- Intervención Enérgica en los Asuntos de la Nación (EP, 2010, Andamios y Plataformas)

Apariciones en compilatorios
- Andes/Himalaya (2012, Andamios y Plataformas)

## Videografía
DVD
- Esquemas de Replicación (2012, Andamios y Plataformas)[23][24][25]

Videoclips
- "La Renuncia del Hermeneuta" (2013)
- "Santos de Lisboa" (2015, dirigido por Eduardo Pavez Goye)
- "Victoria" (2018, dirigido por Lucas Quintana)